# عبد الله بن شداد
عن عبد الله بن شداد رضي الله عنه قال بينما بينما الرسول صلى الله عليه وسلم كان يصلي بالناس اذا جاء الحسين فركب عنكم وهو ساجد فطال السجود بينما الناس حتى ظنوا انه قد حدث امرا فلما قضى صلاته سالوه عن ذلك فقال صلى الله عليه وسلم ان ابن ارتحلني فكرهت ان اعجله حتى يقضي حاجته

## رواية الحديث
كان ثقة قليل الحديث. ووثّقه الجماعةُ في الصحيحين وغيرهما.
حدث عن
- أبيه شداد بن الهاد الليثي
- والدته سلمى بنت عميس
- خالته أم المؤمنين ميمونة بنت الحارث
- خالته أم الفضل زوج العباس
- خالته أسماء بنت عميس
- معاذ بن جبل
- عمر بن الخطاب
- علي بن أبي طالب[1]
- عبد الله بن مسعود
- طلحة بن عبيد الله
- عائشة بنت أبي بكر
- أم سلمة
- العباس بن عبد المطلب

حدث عنه
روى عنه جماعة من كبار التابعين:
- كربعي بن حراش

ومن أوساط التابعين:
- طاوس الحميري

ومن صغار التابعين:
- كسعد بن إبراهيم
- أبي إسحاق الشيباني
- الحكم بن عتبة
- الشعبي
- إسماعيل بن محمد بن سعد بن أبي وقاص
- منصور بن المعتمر
- عبد الله بن شبرمة
- أبو إسحاق الشيباني
- ذر الهمداني
- معاوية بن عمار الدهني
- معبد بن خالد الجدلي.[2]

قَالَ المَيْمُونِيّ: سئل أحمد: أَسمع عبد الله بن شداد مِنَ النبي صلى الله عليه وآله وسلم شيئًا؟ قال: لا. أرسل أحاديث. أورد أبو نعيم عن عبد الله بن الهاد: أن رسولَ الله صلى الله عليه وآله وسلم كان يقول في دعائه: «اللَّهُمَّ ثبِّتْني أَنْ أَزِلَّ، واهْدِنِي أن أَضِلَّ، اللَّهمَّ كَما حُلْتَ بينِي وَبَيْنَ قَلْبِي فَحُل بيْنِي وَبَيْنَ الشَّيْطَانِ وَعَمَلِهِ».

## مع علي
قال عطاء بن السائب سمعت عبد الله بن شداد يقول وددت أني قمت على المنبر من غدوة إلى الظهر فأذكر فضائل علي بن أبي طالب رضي الله عنه ثم أنزل فيضرب عنقي.

## وفاته
كان عبد الله بن شداد يأتي الكوفة كثيرا فنزلها وخرج مع عبد الرحمن بن الأشعث فقتل ليلة دجيل سنة 82 هـ حيث اقتحم فرسه وفرس عبد الرحمن بن أبي ليلى نهر دجيل في وقعة الجماجم، فذهبا بهما وذلك سنة إحدى أو اثنتين وثمانين.

## وصلات خارجية
- المكتبة الإسلامية - موقع إسلام ويب